# Alberto Angela
Alberto Angela (IPA: [alˈbɛrto ˈandʒela]; Párizs, 1962. április 8.–) olasz paleontológus, író és újságíró, híres történelem- és tudománykommunikátor Olaszországban.

## Élete
Alberto Angela Párizsban született, ahol apja a RAI tudósítójaként dolgozott.
Gyerekkora óta elkísérte apját, az olasz tévétudósítót, Piero Angelát utazásaira, ami lehetővé tette számára, hogy számos európai nyelvet tanuljon és kozmopolita kultúrát sajátítson el. Miután Franciaországban a Lycée français Chateaubriand-on érettségizett, beiratkozott a római La Sapienza Egyetem természettudományi karára, végül 110/110 eredménnyel és diplomadíjjal végzett. Emellett három amerikai egyetemen is: a Harvardon, a Columbián és az UCLA-n vett részt szakkurzusokon, amelyeken a paleontológiára és paleoantropológiára összpontosított. Az egyetem elvégzése után a kutatás területén kezdett dolgozni, részt vett paleoantropológiai ásatásokon a világ különböző helyein, köztük Zaire-ban, Ishangóban, Tanzániában, Olduvaiban és Laetoliban, az Ománi Szultánságban, Mongóliában és a Góbi sivatagban.
1988-ban Musei (e mostre) a misura d'uomo. Come comunicare attraverso gli oggetti címmel esszét publikált az interaktivitás új technikáiról a tudományos múzeumokban. Apjával együtt különböző tudományos témájú könyveket írt: La straordinaria storia dell'uomo (1989), La straordinaria storia della vita sulla Terra (1992), Il Pianeta dei Dinosauri (1993), Dentro al Mediterraneo (1995), La straordinaria storia di una vita che nasce - 9 mesi nel ventre materno (1996), Squali (1997), Viaggio nel Cosmo (1998).
Újságíróként különféle napilapokkal és folyóiratokkal dolgozott együtt, köztük a La Stampa, az Airone, az Epoca.
A televíziós műsorokban megfogant és apjával együtt írt Il pianeta dei dinosaurit, amelyet a Rai Uno közvetített 1993-ban; több tévéműsor-sorozat egyik szerzője, köztük a Superquark, a Quark Speciale és a Viaggio nel cosmo a Raiuno számára. Ugyanezen a csatornán a Passaggio a Nord Ovest című délutáni konténerműsor szerzője is. 1998-ban kommentátorként dolgozott a nagy afrikai macskafajtának szentelt "Big Cat Diary" című dokumentumfilm-sorozat olasz változatában, amely teljes egészében a RAI és a BBC koprodukciójában valósult meg, és ehhez a programhoz tartalékban maradt a Masai Mara, Kenyában. Angela édesapjával együtt az Ulisse című műsor házigazdája volt 2001-től a Rai Trén, amelyért elnyerte a Premio Flaiano televíziós díjat. 2002-ben egy tévéműsor forgatása közben banditák megtámadták és kirabolták Niger sivatagjában.
2017-ben megkapta az Olaszország-USA Alapítvány Amerika-díját .
2018-ban tiszteletbeli nápolyi állampolgárságot kapott.
Tagja az olasz Humán Paleontológiai Intézetnek (Róma), valamint a Centro Studi e Ricerche Ligabuénak (Velence).

## Művei
- Piero Angela, Alberto Angela: Az emberi eredet rendkívüli története, Prometheus Books, 1993 ISBN 978-0-87975-803-5
- Piero Angela, Alberto Angela: A földi élet rendkívüli története, Prometheus Books, 1996 ISBN 978-1-57392-043-8
- Piero Angela, Alberto Angela: Cápák!: a tenger ragadozói, Fényképek Alberto Luca Recchi, Courage Books, 1998
- Alberto Angela: Egy nap az ókori Róma életében, fordította Gregory Conti, Europa Editions, Incorporated, 2009 ISBN 978-1-933372-71-6 [5]
- Alberto Angela: The Reach of Rome, Fordította Gregory Conti, Rizzoli Ex Libris, New York, 2013 ISBN 978-0-8478-4128-8

## Fordítás
- Ez a szócikk részben vagy egészben  az   Alberto Angela című angol Wikipédia-szócikk ezen változatának fordításán alapul.  Az eredeti cikk szerkesztőit annak laptörténete sorolja fel. Ez a jelzés csupán a megfogalmazás eredetét és a szerzői jogokat jelzi, nem szolgál a cikkben szereplő információk forrásmegjelöléseként.